# Grammaticakis-Neumann Prize
Der Grammaticakis-Neumann Prize ist eine seit 1985 von der Schweizerischen Chemischen Gesellschaft (SCG) verliehene Auszeichnung für an Nachwuchswissenschaftler, deren unabhängige Forschung in den Bereichen Photochemie, Photophysik oder molekulare Photobiologie von der Fachjury als herausragend bewertet wird. Er ist nicht zu verwechseln mit dem Prix Grammaticakis-Neuman der französischen Académie des sciences, der in verschiedenen Kategorien vergeben wird.

## Beschreibung
Gestiftet wurde der Preis von der Schweizerischen Gesellschaft für Photochemie und Photophysik (SGPP; aufgegangen als Sektion Photochemie in der SCG) als damalige Schweizer Sektion der European Photochemistry Association (EPA). Benannt wurde der Preis zu Ehren des an der Universität Wien tätigen Politikwissenschaftler Neumann; Grammaticakis war der Stifter.
Für den mit 5'000 Schweizer Franken dotierten Preis können Wissenschaftler bis zum maximalen Nominierungsalter von 40 Jahren nominiert werden, die zum Zeitpunkt des Vorschlags weder eine ordentliche Professur innehaben noch als leitende Angestellte in der Industrie tätig sind.

## Preisträger
| Jahr | Name                     | zum Verleihungszeitpunkt tätig bei                                  |
| ---- | ------------------------ | ------------------------------------------------------------------- |
| 1985 | Ian Gould                | Columbia University                                                 |
| 1985 | Anthony Harriman         | The Royal Institution                                               |
| 1987 | Martin Demuth            | MPI CEC/Universität Duisburg-Essen                                  |
| 1990 | Wolfgang Rettig          | Technische Universität Berlin (Institut für Chemie)                 |
| 1991 | Vaidhyanathan Ramamurthy | DuPont                                                              |
| 1992 | Mark van der Auweraer    | Katholieke Universiteit Leuven                                      |
| 1995 | Luisa De Cola            | Universität Bologna                                                 |
| 1995 | Pedro F. Aramendìa       | Universidad de Buenos Aires                                         |
| 1996 | Matthew B. Zimmt         | Brown University                                                    |
| 1997 | Axel Griesbeck           | Universität zu Köln (Institut für Organische Chemie)                |
| 1999 | Werner Nau               | Universität Basel                                                   |
| 1999 | Eric Vauthey             | Universität Freiburg                                                |
| 2000 | Dirk Guldi               | University of Notre Dame                                            |
| 2001 | Nicola Armaroli          | Istituto di Fotochimica e Radiazioni d'Alta Energia (FRAE), Bologna |
| 2002 | Johan Hofkens            | Katholieke Universiteit Leuven                                      |
| 2005 | Dario M. Bassani         | Universität Bordeaux I                                              |
| 2006 | Torsten Fiebig           | Boston College                                                      |
| 2006 | Hans-Achim Wagenknecht   | Universität Regensburg                                              |
| 2007 | Alberto Credi            | Universität Bologna                                                 |
| 2008 | Alexander Heckel         | Johann Wolfgang Goethe-Universität Frankfurt am Main                |
| 2010 | Sivaguru Jayaraman       | North Dakota State University                                       |
| 2011 | Marina Kuimova           | Imperial College London                                             |
| 2012 | Hans Jakob Wörner        | ETH Zürich                                                          |
| 2013 | Uwe Pischel              | Universität Huelva                                                  |
| 2014 | Erwin Reisner            | University of Cambridge (Department of Chemistry)                   |
| 2015 | Natalie Banerji          | Universität Freiburg                                                |
| 2017 | Robert Knowles           | Princeton University                                                |
| 2019 | David Sarlah             | University of Illinois at Urbana-Champaign                          |
| 2023 | Lea Nienhaus             | Florida State University                                            |
| 2025 | Julian G. West           | Rice University                                                     |